# Cigadog (Leuwisari)
Cigadog is een bestuurslaag in het regentschap Tasikmalaya van de provincie West-Java, Indonesië. Cigadog telt 3867 inwoners (volkstelling 2010).